# Roland Ulrich
Pour les articles homonymes, voir Ulrich.
Roland François dit "Loulou" Ulrich, né le 8 février 1913 à Parnes dans l'Oise et mort le 11 mai 1971  à Boulogne-Billancourt est un coureur cycliste français, spécialiste de la piste.

## Biographie
Roland Ulrich est né le 8 février 1913 à Parnes, dans l'Oise. Son père meurt accidentellement un an plus tard, et sa mère part, quelques années après, s'installer à Billancourt, où il passe toute sa jeunesse et a, pour camarade d'école, Louis Gérardin. Son frère, Roger,, de deux ans son aîné, se met à courir sous les couleurs de la « Clodo ». Comme la plupart des débutants, Roland commence par faire de la route, et, dès l'âge de quinze ans. il participe à une éliminatoire du Premier Pas Dunlop, sous le nom de son frère, puisqu'il n'a pas tout à fait l'âge réglementaire pour participer à cette course. Mais il est bientôt découragé par les rigueurs de la route. Il pense alors que la piste lui conviendrait mieux. Un camarade du club, Mouhot a un vélo de piste à vendre. Ulrich, qui gagne bien sa vie en travaillant, comme polisseur de disques, dans une grande firme de phonographes, lui achète et à seize ans, juste à la limite requise, s'engage dans la course de la Médaille. Le premier jour, ayant oublié de prendre un brassard, il ne peut se faire classer. Le deuxième dimanche, il arrive en finale et se classe troisième ; la troisième fois, il est deuxième, puis il remporte deux victoires consécutives qui le qualifient pour la grande finale. Là, il prend la troisième place, derrière Maurice Perrin, et Lecoq.
En 1930, suivant son ami Mouhot, il entre au Lutèce Sportif, mais n'étant que quatrième catégorie, il ne peut participer aux épreuves officielles. L'année suivante, il adhère à l'A. C. Boulogne-Billancourt et, dans ce club Ulrich peut se lancer dans les grandes épreuves. Malgré son inexpérience, il parvient à se classer troisième du Grand Prix de Paris, derrière Cozens et Rampelberg, et, enthousiasmé par ses qualités, son président de club l'envoi, à ses frais, disputer le championnat du monde à Copenhague, où il est battu en quart de finale.
En 1932, ses qualités s'affirment de plus en plus. Après avoir gagné le championnat de Paris devant Chaillot, il enlève plusieurs épreuves de préparation olympique,. Il n'est pourtant pas envoyé à Los Angeles sous prétexte qu'il a fait une chute à l'entraînement. Au championnat du monde, il tombe, en quart de finale, contre l'Allemand Richter, et est éliminé,.
En 1933, Il gagne le championnat de Paris, se classe troisième du Grand Prix de Paris, derrière Jézo et Rampelberg, puis dispute la finale du championnat du monde contre le hollandais Van Egmond,. Roland Ulrich termine la saison en enlevant, à Vichy, le championnat de France. Il est le meilleur amateur français.
Fin 1935, il part faire son service militaire à la 16e compagnie de l'air à Saint-Cyr, puis au bataillon de Joinville en 1936.
En 1936, Il est sélectionné pour l'épreuve de tandem des Jeux Olympiques de Berlin associé avec Louis Chaillot,, mais c'est finalement Pierre Georget et Georges Maton qui courent l'épreuve.
En 1939, il court un cyclo-cross et termine 3e.

## Palmarès

### Championnats du monde
- Paris 1933
  -  Médaillé d'argent de la vitesse amateur

### Championnat de France
- Champion de France de vitesse des amateurs et  indépendants : 1933

### Championnat régional
- Champion de Paris vitesse amateurs : 1932, 1933[16],[17]

### Grands Prix
- Grand Prix de Paris (amateurs) : 1932, 3e en 1931 et 1933
- Prix Franz Reichel : 1932[18]